# Oenothera coquimbensis
Oenothera coquimbensis är en dunörtsväxtart som beskrevs av C. Gay. Oenothera coquimbensis ingår i släktet nattljussläktet, och familjen dunörtsväxter. Inga underarter finns listade i Catalogue of Life.